# Meistaraflokkur (1924)
Sezon 1924 był 13. sezonem o mistrzostwo Islandii. Drużyna Fram nie obroniła tytułu mistrzowskiego, zdobył go zespół Víkingur Reykjavík, wygrywając wszystkie trzy mecze. Ze względu na brak systemu ligowego żaden zespół nie spadł ani nie awansował po sezonie.

## Drużyny
Po sezonie 1923 nie nastąpiły żadne zmiany w składzie ligi, wobec czego do sezonu 1924 przystąpiły cztery zespoły.
| Uczestnicy poprzedniej edycji                                                                                 | Uczestnicy poprzedniej edycji | Uczestnicy poprzedniej edycji | Uczestnicy poprzedniej edycji |
| --- | ----------------------------- | ----------------------------- | ----------------------------- |
| FRA | Fram                          | 1                             |                               |
| KRE | KR                            | 2                             |                               |
| VAL | Valur                         | 3                             |                               |
| VÍR | Víkingur Reykjavík            | 4                             |                               |
| Oznaczenia: - kolumna pierwsza – skróty nazw drużyn, - kolumna trzecia – miejsce zajęte w poprzednim sezonie. |                               |                               |                               |

## Tabela
| Lp. | Drużyna                | M | Z | R | P | Bramki | Bramki | +/– | Pkt |
| --- | ---------------------- | - | - | - | - | ------ | ------ | --- | --- |
| 1   | Víkingur Reykjavík (M) | 3 | 3 | 0 | 0 | 10     | 2      | +8  | 6   |
| 2   | Fram                   | 3 | 2 | 0 | 1 | 10     | 7      | +3  | 4   |
| 3   | KR                     | 3 | 0 | 1 | 2 | 2      | 4      | −2  | 1   |
| 3   | Valur                  | 3 | 0 | 1 | 2 | 3      | 12     | −9  | 1   |

## Wyniki
| Gospodarz \ Gość   | FRA | KRE | VAL | VÍR |
| Fram               |     | 2:1 | 7:0 |     |
| KR                 |     |     |     | 0:1 |
| Valur              |     | 1:1 |     |     |
| Víkingur Reykjavík | 4:3 |     | 3:1 |     |

Źródło: Knattspyrnusamband Íslands (isl.)
Objaśnienia:
1Drużyna gospodarzy jest wymieniona po lewej stronie tabeli.
Kolory: zielony – zwycięstwo gospodarzy, żółty – remis, różowy – zwycięstwo gości.